# St. Bonifatius (Heidelberg)

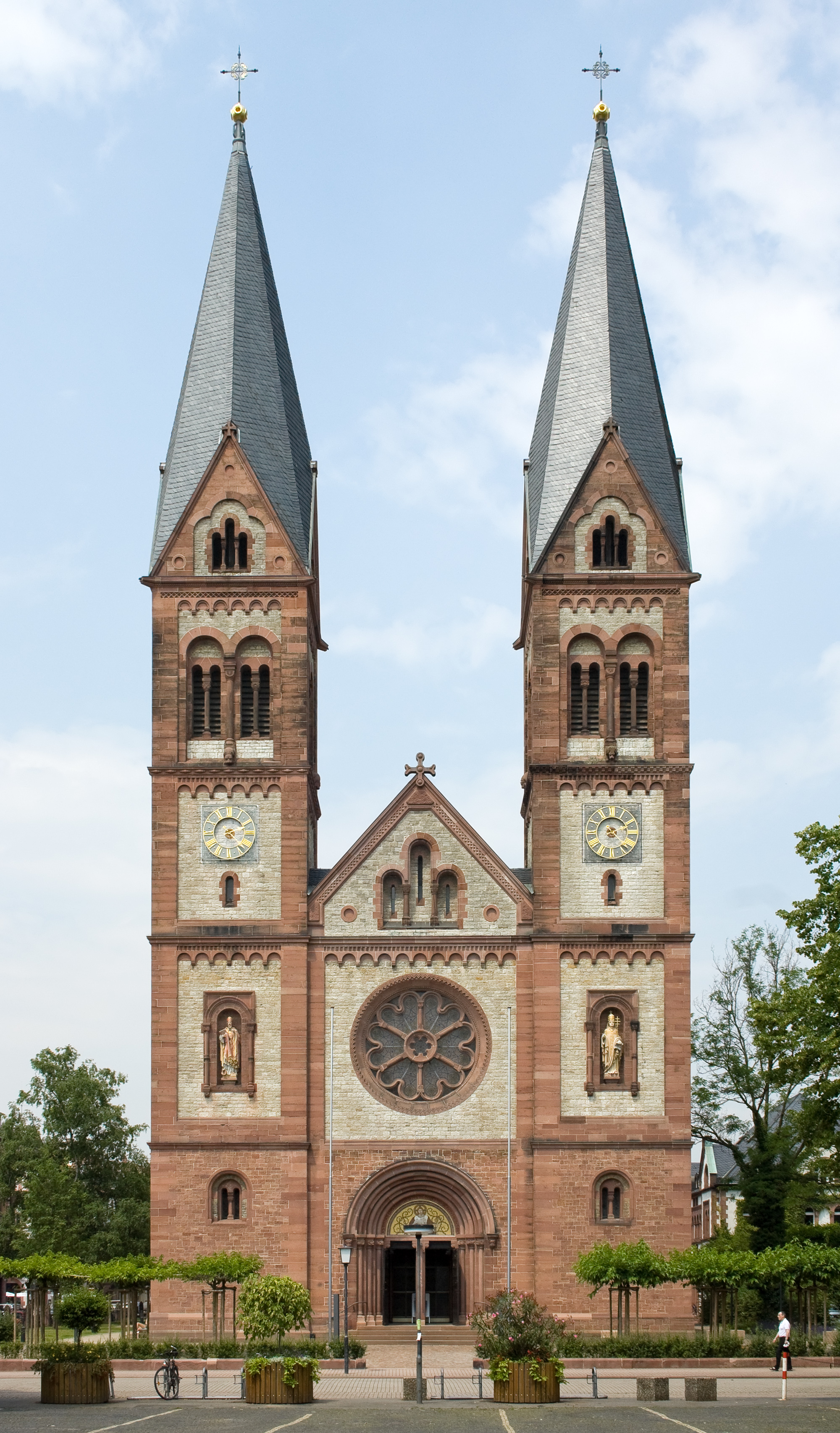
St. Bonifatius in Heidelberg

St. Bonifatius ist eine katholische Kirche in der Weststadt von Heidelberg. Sie wurde von 1899 bis 1903 nach Plänen von Ludwig Maier als stilreine neuromanische Basilika mit Querhaus und repräsentativer Doppelturmfront errichtet.
Die Kirche gehört zur Kirchengemeinde Philipp Neri der Seelsorgeeinheit Katholische Stadtkirche Heidelberg im Dekanat Heidelberg-Weinheim der Erzdiözese Freiburg. 

## Geschichte
In Heidelberg, einem Zentrum der Reformation, war bis zum 19. Jahrhundert die Jesuitenkirche das einzige katholische Gotteshaus. Ende des 19. Jahrhunderts wurde westlich der Altstadt ein neues Wohngebiet erschlossen. Diese heutige Weststadt wurde durchdacht geplant, und von Anfang an wurden eine evangelische (Christuskirche) und eine katholische Kirche vorgesehen, jeweils mit einem markanten Platz vor der Kirche.
St. Bonifatius wurde am 19. Oktober 1903 geweiht. Erst 1909 wurde die Kuratie zur Pfarrei erhoben. Der erste Pfarrer war August Dietrich, der bis 1950 die Gemeinde leitete.
Bis 1925 war die Gemeinde auf über 8000 Mitglieder angewachsen, sodass 1934 die neue Gemeinde St. Albert (Bergheim) abgetrennt wurde. 1962 folgte St. Michael (Südstadt) als eigenständige Gemeinde. Seit 2005 bildeten die drei Gemeinden wieder unter gemeinsamer Leitung eine Seelsorgeeinheit, seit 2015 wieder eine Gemeinde. Priester des Oratoriums des hl. Philipp Neri leiten die Seelsorge – daher der Name Gemeinde Philipp Neri.
1976 wurde eine Innenrenovation der Bonifatiuskirche durchgeführt, 2005 bis 2009 folgte eine Außensanierung. Dabei wurde besonders der Kontrast von hellem Kalkstein und rotem Buntsandstein wieder zur Geltung gebracht, der den Bau außen und innen reizvoll gliedert.

## Beschreibung
Die dreischiffige Basilika lehnt sich an Vorbilder der rheinischen Romanik an, beispielsweise St. Kastor in Koblenz. Der Außenbau wird durch den Wechsel zwischen roten Buntsandsteinquadern und hellem Kalksteinmauerwerk strukturiert. Das Langhaus ist außen und innen in vier Joche gegliedert. Innen bestimmt eine reich verzierte und bemalte Kassettendecke nach dem Vorbild der Michaelskirche in Hildesheim den Raumeindruck des Hauptschiffs, des Vierungsoktogons, von Chor und Querhaus. Die Malereien entstanden in Zusammenarbeit von Anton Glassen und Franz Wallischeck. Sie zeigen Szenen aus dem Neuen Testament umgeben von symbolischen Darstellungen der Tierkreiszeichen oder der vier Elemente. Seitenschiffe und Apsis sind mit einem Gewölbe versehen.

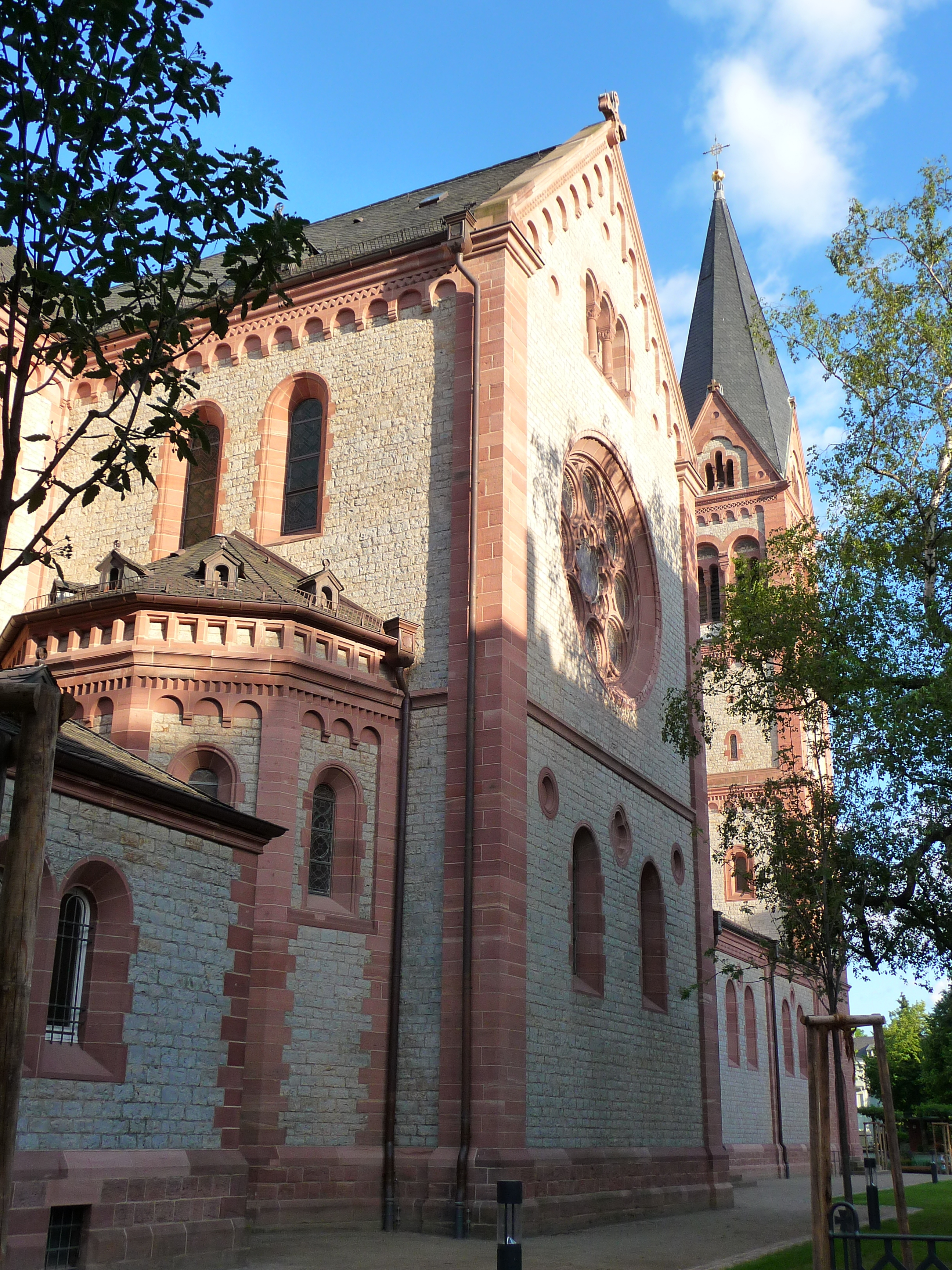
Kirche von Nordwesten im Abendlicht
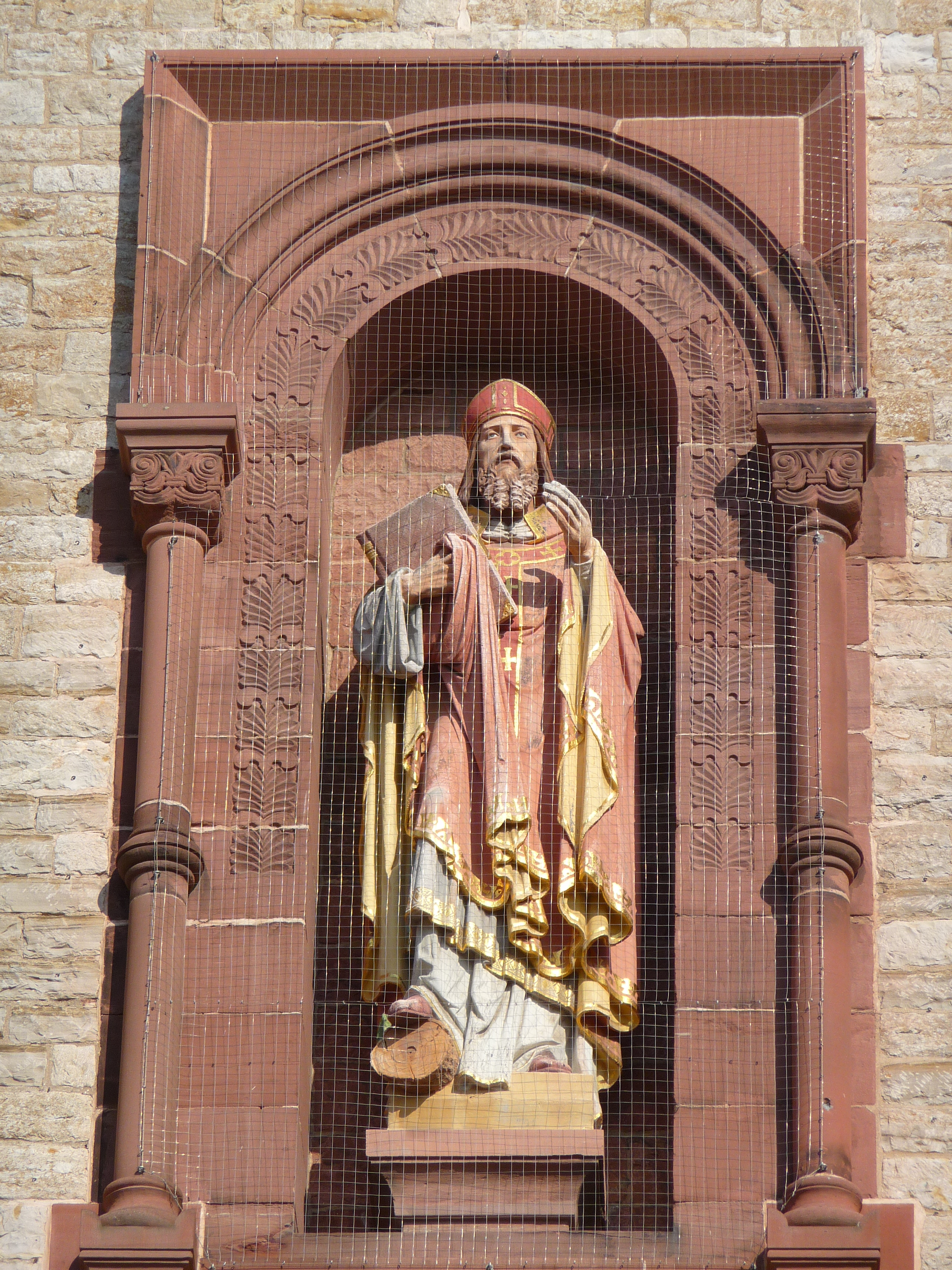
Bonifatius-Figur am linken Turm
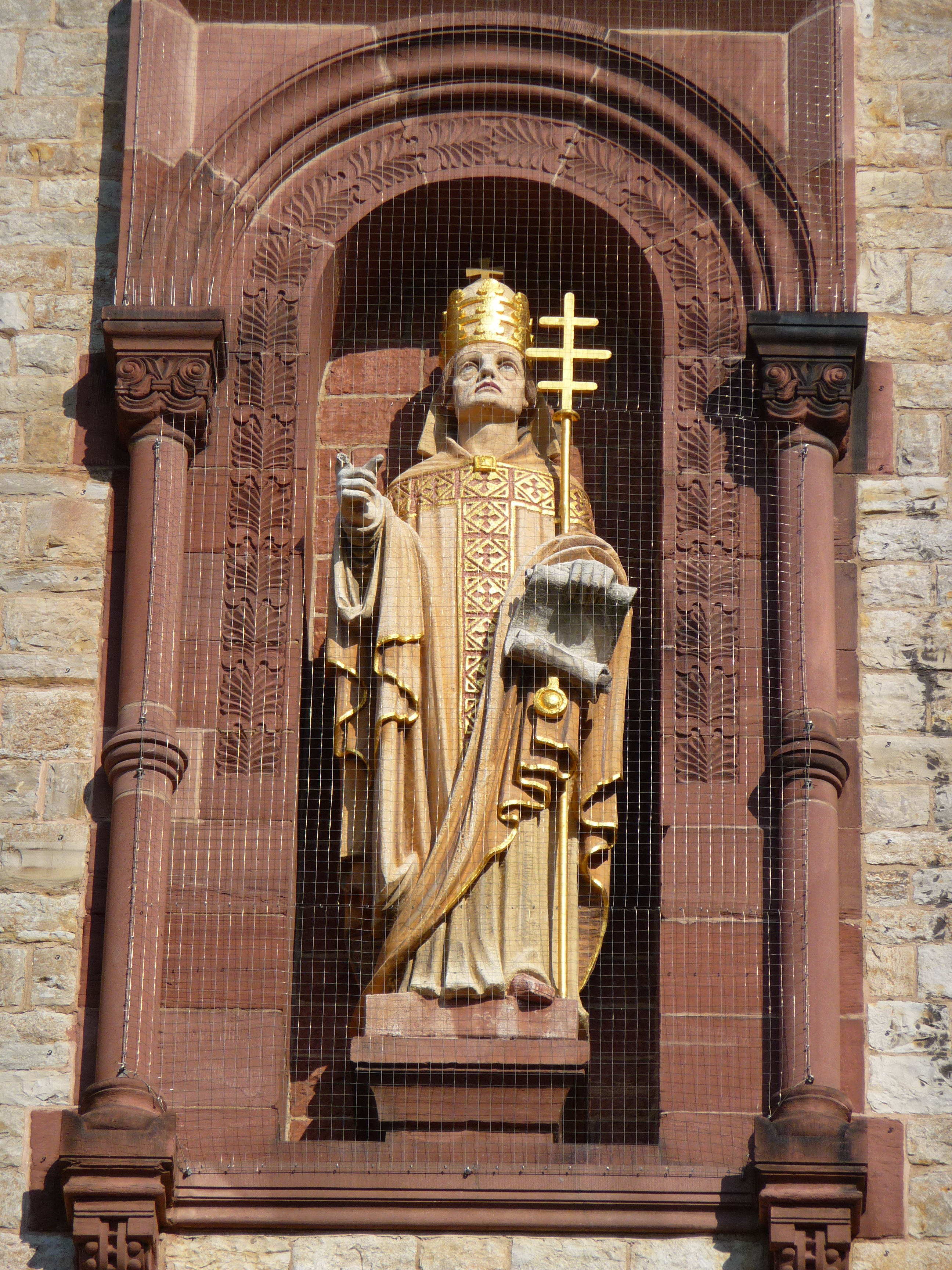
Figur Papst Gregors II. am rechten Turm
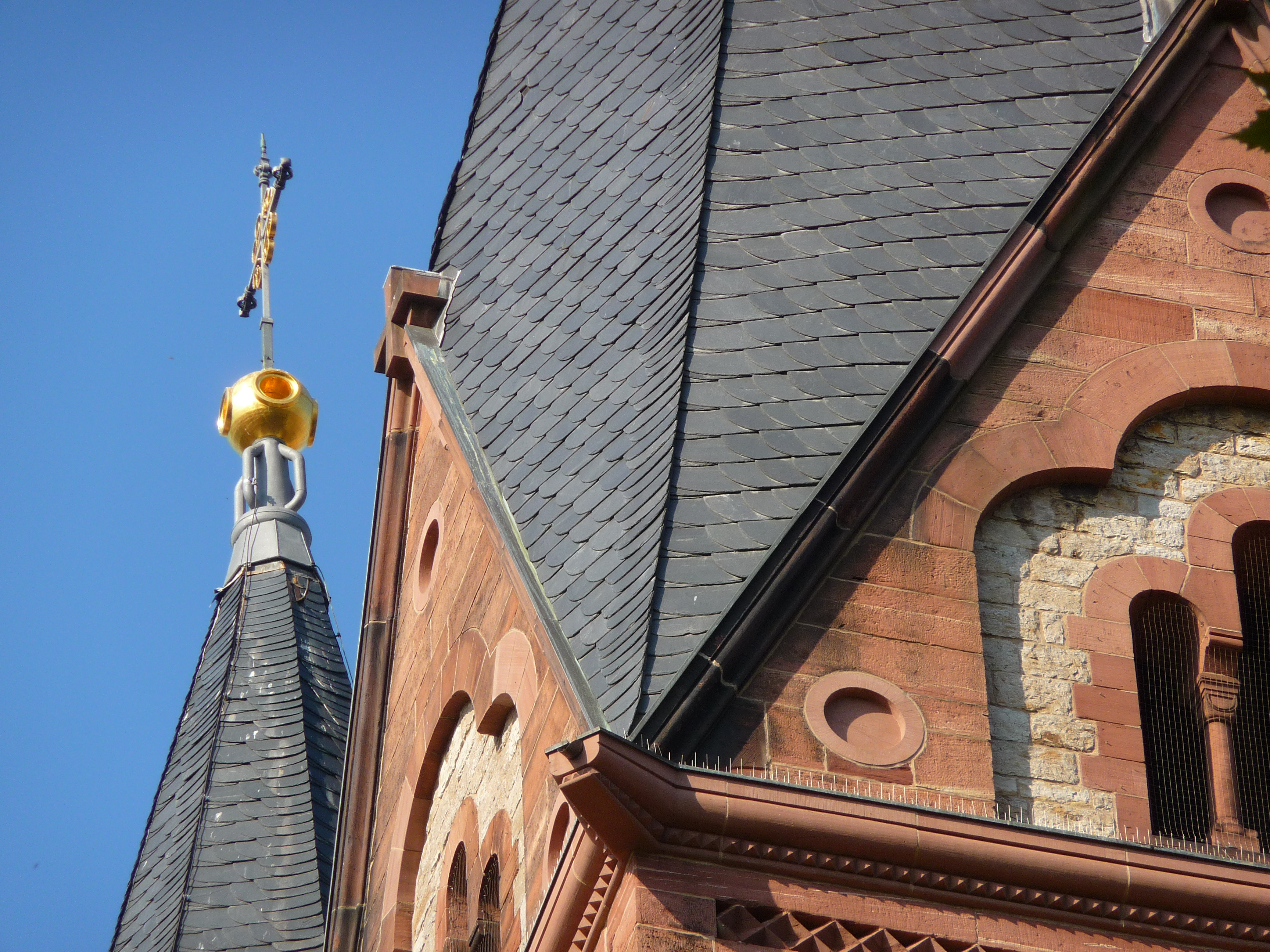
Dachansicht
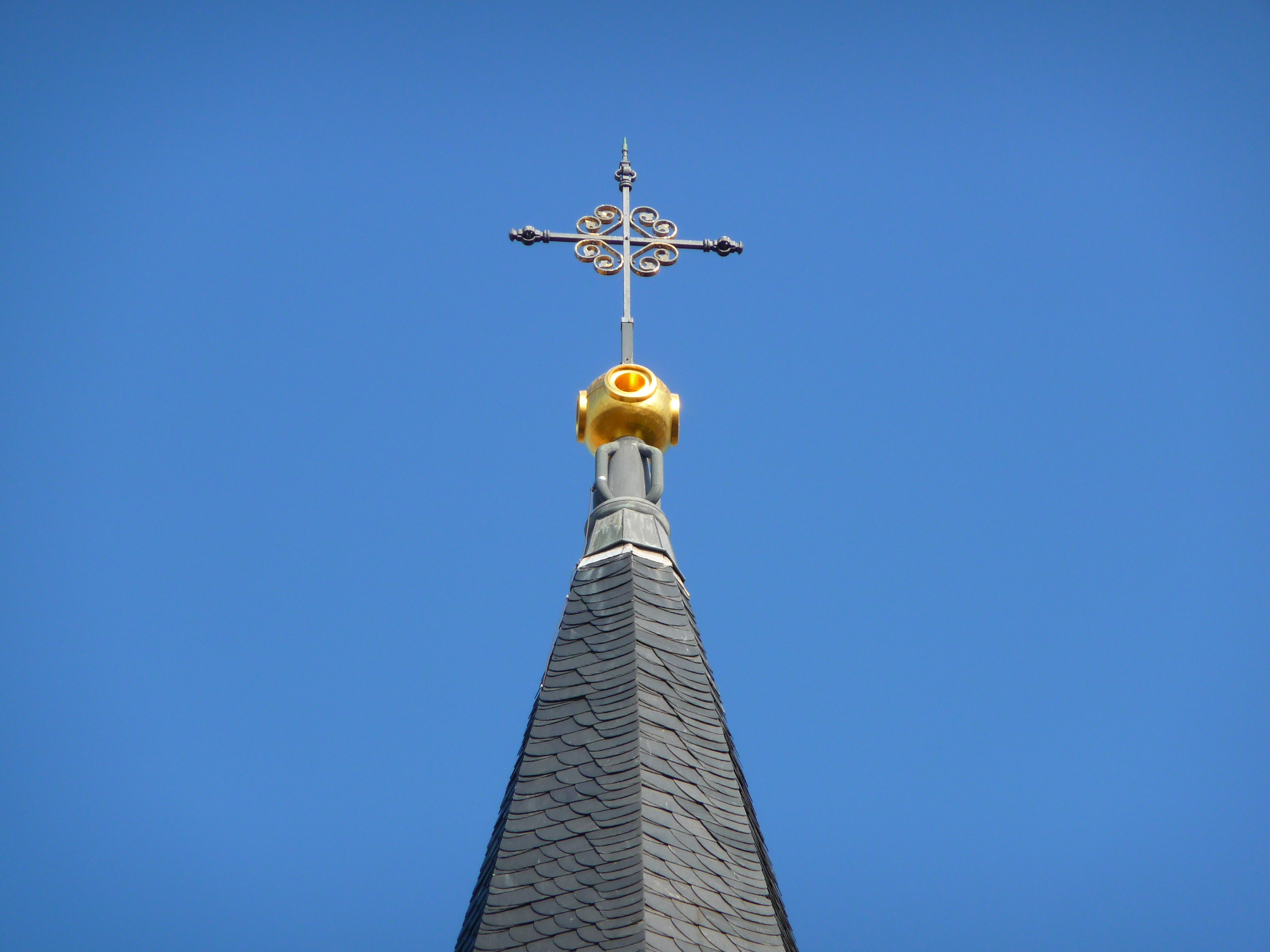
Turmkreuz
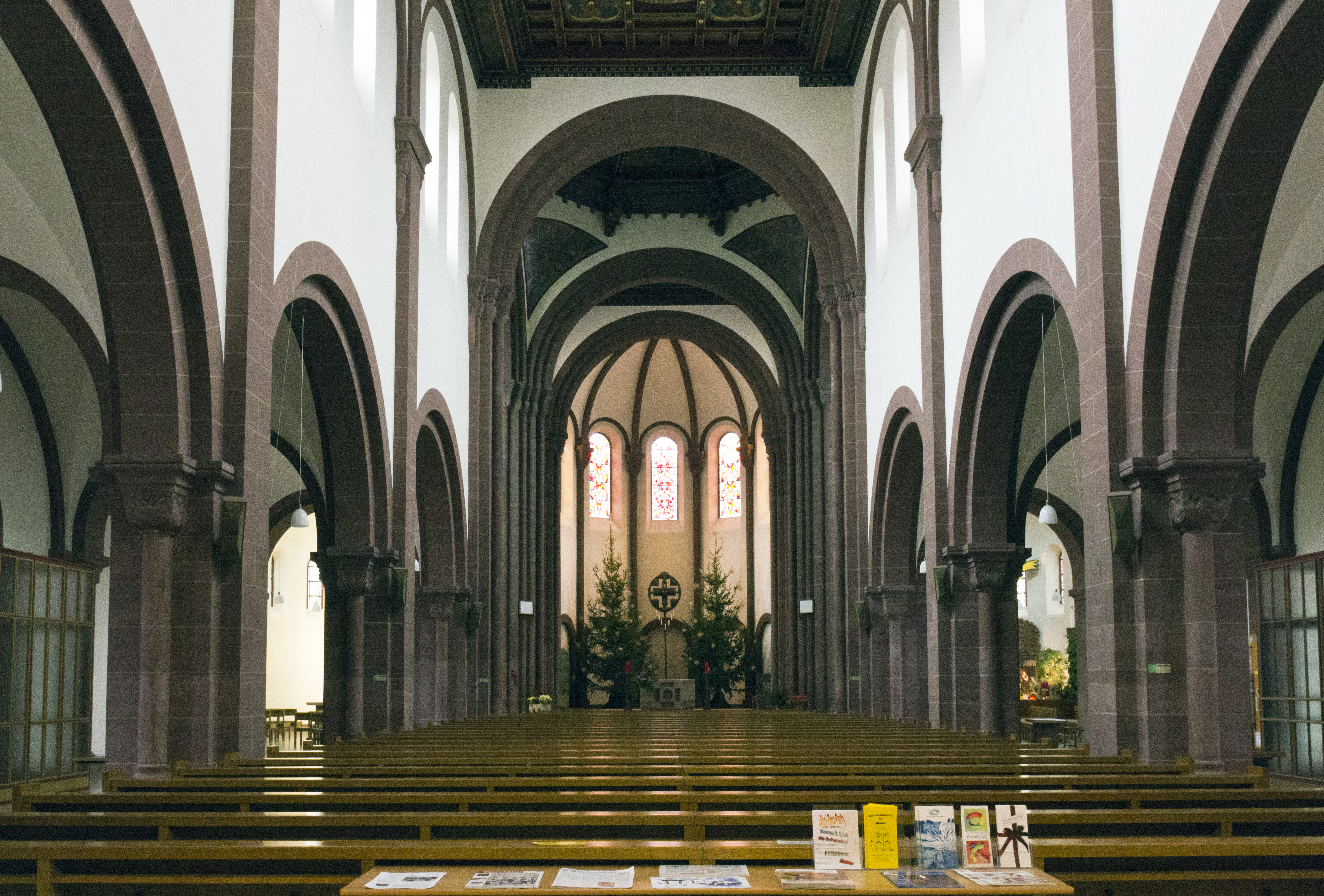
Innenansicht
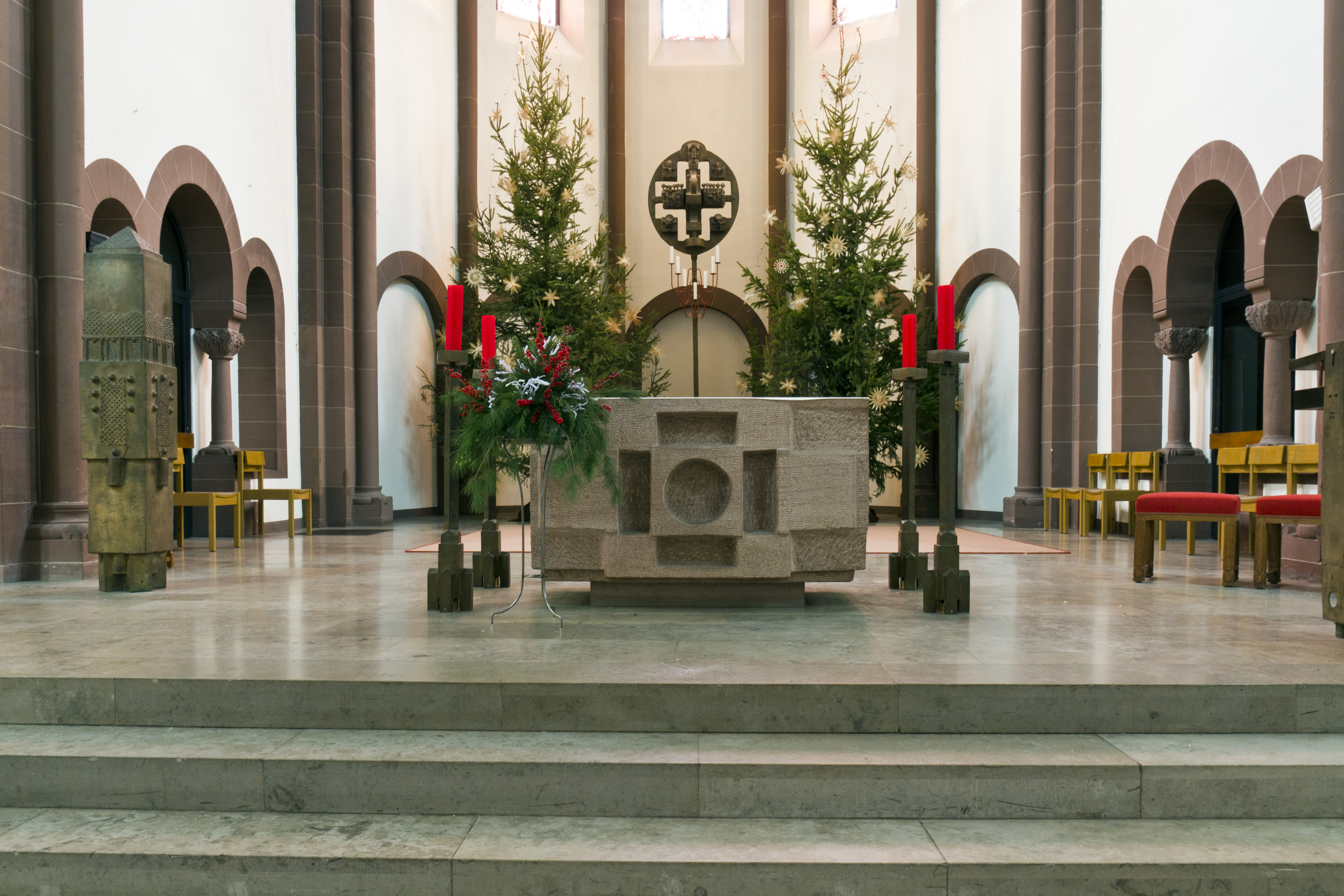
Altar
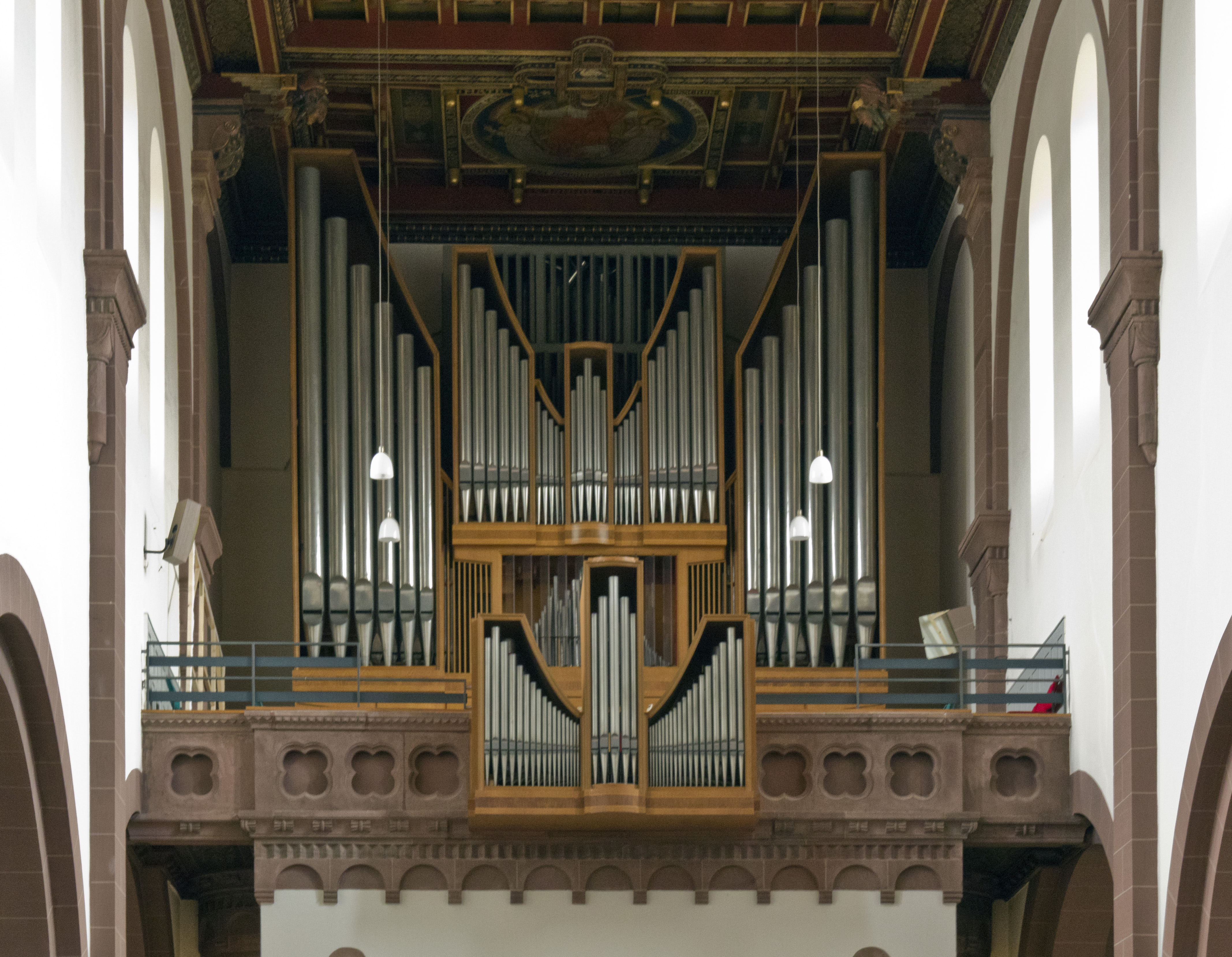
Orgelprospekt mit Rückpositiv

## Orgel
Die Orgel von St. Bonifatius wurde im Jahre 1964 von der Orgelbaufirma Mönch Überlingen erbaut und in den Jahren 1991–92 durch die Erbauerfirma überholt. Das Instrument hat 52 Register (3536 Pfeifen).
| I Rückpositiv C– |                |        |
| 1.               | Bordunalflöte  | 8′     |
| 2.               | Salicet        | 8′     |
| 3.               | Principal      | 4′     |
| 4.               | Blockflöte     | 4′     |
| 5.               | Nazard         | 2 ⁄3′  |
| 6.               | Doublette      | 2′     |
| 7.               | Terz           | 1 3⁄5′ |
| 8.               | Larigot        | 1 ⁄3′  |
| 9.               | Mixtur IV      | 1 ⁄3′  |
| 10.              | Cromorne       | 8′     |
| 11.              | Krummhornregal | 8′     |
|                  | Tremulant      |        |

| II Hauptwerk C– |             |       |
| 12.             | Bourdon     | 16′   |
| 13.             | Principal   | 8′    |
| 14.             | Bourdon     | 8′    |
| 15.             | Gemshorn    | 8′    |
| 16.             | Octave      | 4′    |
| 17.             | Spillflöte  | 4′    |
| 18.             | Quinte      | 2 ⁄3′ |
| 19.             | Superoctave | 2′    |
| 20.             | Mixtur IV   | 2′    |
| 21.             | Cymbel III  | 1⁄2′  |
| 22.             | Trompete    | 8′    |

| III Bombardewerk C– |                 |       |
| 23.                 | Quintaton       | 16′   |
| 24.                 | Flûte harm.     | 8′    |
| 25.                 | Bourdon         | 8′    |
| 26.                 | Gambe           | 8′    |
| 27.                 | Voix celeste    | 8′    |
| 28.                 | Flûte octav.    | 4′    |
| 29.                 | Cornettino III  | 2 ⁄3′ |
| 30.                 | Trompete        | 16′   |
| 31.                 | Trompette harm. | 8′    |
| 32.                 | Clairon harm.   | 4′    |
|                     | Tremulant       |       |

| IV Brustwerk C– |                |       |
| 33.             | Holzgedackt    | 8′    |
| 34.             | Viole          | 8′    |
| 35.             | Praestant      | 4′    |
| 36.             | Rohrflöte      | 4′    |
| 37.             | Sesquialter II | 2 ⁄3′ |
| 38.             | Waldflöte      | 2′    |
| 39.             | Flageolet      | 1′    |
| 40.             | Scharff IV     | 1′    |
| 41.             | Hautbois       | 8′    |
|                 | Tremulant      |       |

| Pedalwerk C–d1 |                 |         |
| 42.            | Principal       | 16′     |
| 43.            | Subbaß          | 16′     |
| 44.            | Quintbaß        | 10 2⁄3′ |
| 45.            | Octavbaß        | 8′      |
| 46.            | Gedacktpommer   | 8′      |
| 47.            | Choralflöte     | 4′      |
| 48.            | Sesquialter III | 3 1⁄5′  |
| 49.            | Hintersatz VI   | 2 ⁄3′   |
| 50.            | Bombarde        | 16′     |
| 51.            | Trompetbaß      | 8′      |
| 52.            | Clarine         | 4′      |

- Koppeln: I/II, III/II, IV/II, IV/III, I/P, II/P, III/P, IV/P
- Spielhilfen: 256-fache Setzeranlage

## Glocken
In den beiden Türmen hängt ein insgesamt fünfstimmiges Glockengeläut. Vier Glocken sind aus Gussstahl und wurden 1922 vom Bochumer Verein gegossen. Die kleinste Glocke aus Bronze stammt aus dem Jahr 1952 und entstand bei Friedrich Wilhelm Schilling in Heidelberg. Sie dient hauptsächlich dem täglichen Angelusläuten.
| Glocke | Durchmesser | Masse (ca.) | Schlagton | Aufhängung |
| ------ | ----------- | ----------- | --------- | ---------- |
| 1      | 1880 mm     | 2770 kg     | b°+1      | Westturm   |
| 2      | 1493 mm     | 1395 kg     | d’+4      | Ostturm    |
| 3      | 1328 mm     | 1010 kg     | f’+2      | Ostturm    |
| 4      | 1176 mm     | 0732 kg     | g’±0      | Westturm   |
| 5      | 0888 mm     | 0464 kg     | b’+1      | Westturm   |